# Novo Oriente
Novo Oriente este un oraș în statul Ceará (CE) din Brazilia.